# Bucovina (peșteră)
Bucovina (în ucraineană Буковинка, transliterat: Bukovînka) este o peșteră carstică, situată pe teritoriul raionului Noua Suliță din regiunea Cernăuți (Ucraina), la sud-vest de satul Stălinești. Are statut de monument natural începând cu anul 1981.
Grota este compusă din două peșteri: Bucovina-1 și Bucovina-2, care au intrări și coridoare separate, dar sunt conectate hidrodinamic, deoarece aparțin aceluiași masiv carstic în limitele regiunii carstice Podolia-Bucovina. Peștera este un labirint cu trei etaje, cu o lungime totală de peste 5000 de metri. Pasajele etajului superior sunt înguste, cele medii (principale) sunt largi și relativ ridicate având aproximativ 2-3 m lățime, 1,5-5 m înălțime. Etajul inferior are un arc mic și este aproape complet inundat. Aici, pentru prima dată în Bucovina, au fost descoperite stalactite; există, de asemenea, multe forme de cristale diferite. De asemenea, au fost identificate mai multe lacuri cu apă mineralizată. Peștera este locuită de lilieci.